# Sulima
Sulima er en by i den allersydligste del af Sierra Leone, beliggende både ved Atlanterhavet og på grænsen til nabolandet Liberia. 